# Magyar U17-es női labdarúgó-válogatott
A magyar U17-es női labdarúgó-válogatott Magyarország 17 éven aluli női labdarúgó-válogatottja, melyet a Magyar Labdarúgó Szövetség irányít. Szövetségi edzője Lévay Andrea.
A válogatott még nem jutott ki az U17-es női Európa-bajnokság és az U17-es női világbajnokság végső küzdelmeire.
A 2015-ös U17-es női Európa-bajnokság első selejtezőkörében a csoportjából második helyen jutott be a csapat az elitkörbe. Az elitkör négycsapatos minitorna mérkőzéseire 2015. április 9. és 14. között, Írországban kerül sor.

## Története

### Kezdet
Az UEFA 2006-ban véglegesítette ezen korosztály számára az első, 2008-as U17-es Európa-bajnokság kiírását és lebonyolítását, mely a már 2003-tól tervbe vett, első ízben 2008-ban sorra kerülő U17-es világbajnokság selejtezője is volt egyben. Az MLSZ a Magyar U19-es női labdarúgó-válogatott akkori szövetségi edzőjét, Markó Edinát bízta meg a keret összeállításával.
Az első kiválasztásokra 2007 májusában került sor, az edzők javaslatára 62 játékos vett részt regionális edzéseken, Budapesten (2 alkalommal) és Győrben, ahol a játékosok az Olimpia NFK-val és ETO-val játszottak. Így alakult ki egy 36 fős keret, amely június 25-27-ig Győrben edzőtáborban vett részt. A női U17-es válogatott bő kerete:
Gleich Barbara, Majnik Vivien, Dénes Dorottya, Kovács Zsanett, Váradi Szandra (mind Olimpia), Lengyel Dóra, Krisztin Sára, Kiss Anita, Ködmön Kinga (mind 1. FC Femina), Marsai Nikolett, Papp Dóra, Pas Alexandra, Horváth Júlia (Viktória FC-Szombathely), Horváth Lilla, Horváth Evelin, Tell Zsófia, Kiss-Tóth Kitti, Gyökeres Barbara, Csörnyei Dóra (mind Győri ETO), Hajnal Vivien, Vesszős Mercédesz, Szabó Zsuzsanna (mind MTK), Péter Kitti, Szarvas Alexandra, Vígh Viktória, Demeter Réka, Fábián Dóra, Szabó Anita, Kucsera Lilla (mind FTC), Jáhn Klaudia, Kovács Menta (mindketten PVSK), Tóth II. Alexandra (Nagykutas), Vékes Vivien (Szegedi AK), Hajka Hajnalka (Szegedi Amazonok), Buris Bettina (Sopron), Németh Júlia (Veszprém), Krisztián Krisztina, Szlovák Krisztina (mindketten Kecskemét).
Ekkor került sor első nemzetközi megmérettetésükre is. Első ízben június 26-án, Abdán mérkőzött meg Szlovákia korosztályos együttesével. A csapat 350 néző előtt a Németh Júlia (Lengyel Dóra) - Horváth Evelin (Hajnal Vivien), Gleich Barbara, Demeter Réka, Marsai Nikoletta - Szabó Zsuzsanna, Papp Dóra (Horváth Lilla) - Fábián Dóra (Pas Alexandra), Tóth II. Alexandra (Gyökeres Barbara), Vígh Viktória (Dénes Dorottya, Tell Zsófia) - Buris Bettina (Vesszős Mercédesz) összeállításban játszott. Az első félidőben remek teljesítményt nyújtott, s Buris Bettina duplájával, valamint Tóth II. Alexandra találatával háromgólos vezetésre tett szert. A második játékrészben azonban a sok csere után a szlovákok kerültek fölénybe, s északi szomszédaink 3-5-re alakították a végeredményt.
A keddi találkozó után a női U17-es válogatott szerdán is megmérkőzött a szlovák gárdával. A keret tagjai közül ezúttal azok léptek pályára, akik egy nappal korábban nem kaptak lehetőséget - csupán Németh Júlia játszott a kedden szerepelt csapatból. A válogatott Majnik Vivien (Németh Júlia) - Jáhn Klaudia, Kiss-Tóth Kitti (Horváth Júlia), Kucsera Lilla (Hajka Hajnalka), Kovács Zsanett - Szabó Anita (Kiss Anita), Szarvas Alexandra, Váradi Szandra, Krisztin Sára (Krisztián Krisztina) - Csörnyei Dóra (Kovács Menta), Vékes Vivien (Ködmön Kinga) összeállításban szerepelt a Male Dvornikyban rendezett találkozón. Az első félidőben ezúttal is fölényben voltak a magyarok, s a játékrész finisében Csörnyei Dóra góljával a vezetést is megszerezték. Szünet után azonban fordítani tudott a szlovák együttes, amely végül 2-1-re nyerte meg a találkozót.
Alakuló válogatottunknak ez volt az első összetartása, s Markó Edina szövetségi edző örömmel könyvelhette el, hogy több mint harminc játékosnak van esélye arra, hogy bekerüljön majd a szűk keretbe. A további felkészülést még két győztes mérkőzés követte Szlovénia korosztályos válogatottja ellen augusztusban.
Legutoljára frissítve: 2015. január 5.
Források:

### 2008-as Európa-bajnokság
U17-es válogatottunk első tétmérkőzéseit a 2008-as Európa-bajnokság első selejtezőkörében játszotta, melyre 2007. október 20. és 25. között került sor. A torna helyszíne Horvátország, azon belül Umag volt, a mieinken és a házigazdákon kívül Észak-Írország és Skócia szerepelt a csoportunkban.
2007. október 20., Magyarország - Horvátország 6-0 (2-0)
A Markó Edina által vezetett gárda első tétmérkőzését a házigazdák együttesével játszotta október 20-án, s parádésan debütált a nemzetközi porondon: 6-0-ra győzött. A magyar válogatott Németh Júlia – Horváth Evelin (Gleich Barbara a 62. percben), Tóth Alexandra, Marsai Nikolett, Demeter Réka – Szabó Anita, Szabó Zsuzsanna, Papp Dóra, Krisztin Sára – Szarvas Alexandra (Váradi Szandra a 46. percben), Szlovák Krisztina (Buris Bettina az 53. percben) szerepelt. Válogatottunk gyorsan vezetést szerzett, a 10. percben Papp Dóra talált a hálóba, majd ő növelte kettőre az előnyt a 28. percben. A szünet után még nagyobb sebességre kapcsolt az addig is ötletesen, nagy elánnal futballozó magyar együttes, a 48. percben Krisztin Sára tovább növelte az előnyt, majd 58. Buris Bettina csapatunk negyedik gólját is megszerezte. És ezzel még távolról sem volt vége lányaink gólparádéjának: a 67. percben Buris Bettina is megszerezte második gólját, majd néhány másodperccel később Krisztin Sára is a kapuba talált. A mérkőzésen Szarvas Alexandra és Tóth Alexandra sárga lapot kapott.
2007. október 22., Magyarország - Észak-Írország 2-0 (1-0)
A szombati, Horvátország elleni 6-0-s győzelem után női U17-es válogatottunk október 22-én Észak-Írország ellen lépett pályára. A magyar válogatott Németh Júlia – Horváth Evelin, Tóth Alexandra, Marsai Nikolett, Demeter Réka – Szabó Anita, Szabó Zsuzsanna (Csörnyei Dóra az 50. percben), Papp Dóra, Krisztin Sára – Szarvas Alexandra (Váradi Szandra a 39. percben), Szlovák Krisztina (Buris Bettina a 67. percben) összeállításban szerepelt. A rendkívül nagy szélben megrendezett mérkőzés 36. percében Szabó Anita szerzett vezetést csapatunknak, majd az 58. percben Váradi Szandra növelte kettőre az előnyt. Több gól már nem esett, a magyar győzelem azonban egy percig sem forgott veszélyben.
2007. október 25., Magyarország - Skócia 1-3 (1-1)
Csapatunk utolsó csoportmérkőzésére október 25-én, Skócia ellen került sor. Markó Edina szövetségi edző a Németh Júlia – Kovács Zsanett, Tóth Alexandra, Marsai Nikolett, Demeter Réka – Szabó Anita (Szarvas Alexandra a 39. percben), Szabó Zsuzsanna (Pas Alexandra a 48. percben), Papp Dóra, Krisztin Sára – Csörnyei Dóra, Buris Bettina (Váradi Szandra a 34. percben) összeállításban küldte pályára a csapatot a csoportelsőségről és a biztos továbbjutásról döntő mérkőzésen. Lányaink jól kezdtek, s a 24. percben Papp Dóra vezetést is szerzett csapatunknak. Ezután is lendületben maradt a csapat, de helyzeteit nem tudta újabb gólokra váltani, s a 27. percben azonban Lisa Evans egyenlített. A 48. percben aztán Skócia együttese Sarah Crilly góljával előnyhöz is jutott, majd az 52. percben Angela Waite is Németh Júlia kapujába talált. Csapatunk ezzel a második helyen végzett csoportjában, pár nappal később pedig kiderült: nem jutott tovább.
Legutoljára frissítve: 2015. január 7.

### 2009-es Európa-bajnokság
Az U17-es női válogatott előző évi eb-szereplése - ugyan kiesett az első selejtezőkörben - után bizakodva várhatta a szakma a következő megmérettetést, ám nyár végén változás állt be a szövetségi edzői poszton: Markó Edina lemondását követően mind az U17-es, mind az U19-es női válogatott irányítását az MTK akkori vezetőedzője, Turtóczki Sándor vette át.
| „                  | „Képesnek tartom a gárdát a csoportelsőségre, azért dolgoztunk eddig, hogy esélyünk legyen a továbbjutásra.” | ” |
| – Turtóczki Sándor | |   |

Csapatunk októberben vívta selejtező-mérkőzéseit, helyszíne Moldova, azon belül is Chișinău volt. A magyarok csoportjában a házigazda mellett Litvánia és Ukrajna szerepelt.
2008. október 23., Magyarország - Moldova 13-0 (7-0)
Az U17-es női válogatott október 23-án játszotta le első mérkőzését a házigazda moldávok ellen, s kiütéses győzelmet aratott: 7-0-s félidőt követően 13-0-ra győzött. A Majnik Vivien - Horváth Evelin, Tell Zsófia, Gleich Barbara (Pinczi Anita a szünetben), Marsai Nikolett - Pas Alexandra (Jakus Mercédesz a 74. percben), Szarvas Alexandra (Halászi Kinga a szünetben), Jakab Kata, Dénes Dorottya - Szlovák Krisztina, Sipos Lilla összeállításban szereplő válogatott végig igen nagy fölényben játszott, a házigazdák szinte el sem jutottak a kapunkig. A szünetig Sipos Lilla háromszor talált a hálóba, s rajta kívül Horváth Evelin, Dénes Dorottya, Marsai Nikolett és Szlovák Krisztina is eredményes volt. A második félidő két újabb Sipos-gólt hozott, de lőtt gólt Tell Zsófia, Pas Alexandra, Halászi Kinga, és Marsai Nikolett is - így alakult ki a 13-0-s végeredmény.
2008. október 25., Magyarország - Litvánia 6-0 (3-0)
A magyar válogatott két nappal később második mérkőzését is megnyerte a Moldovában megrendezett Eb-selejtezőtornán, Litvánia ellen. A válogatott Horváth Eszter - Horváth Evelin (Jakab Kata a 66. percben), Tell Zsófia, Gleich Barbara, Marsai Nikolett - Szarvas Alexandra (Pas Alexandra a 66. percben), Halászi Kinga, Tatai Krisztina, Jakus Mercédesz (Pinczi Anita az 54. percben) - Váradi Szandra, Szlovák Krisztina összeállításban játszott. A 14. percben Váradi Szandra megszerezte a vezetést, de a mieink nem futballoztak könnyedén, pontatlanul, kissé görcsösen játszottak. A 30. percben Jakus Mercédesz kettőre növelte az előnyt, s ettől már oldódott a görcs, a második félidőben jól, gördülékenyen játszott a csapat. A 45. percben Marsai Nikolett 11-esből talált a kapuba, majd Horváth Evelin (52. perc), Szlovák Krisztina (64. perc) és Halászi Kinga (80. perc) is eredményes volt, csapatunk 6-0-ra győzött.
2008. október 28., Magyarország - Ukrajna 1-7 (0-7)
Két napos pihenőt követően október 28-án játszotta utolsó mérkőzését a Moldovában rendezett Eb-selejtezőtornán. Turtóczky Sándor a Majnik Vivien (Horváth Eszter a szünetben) - Horváth Evelin, Tell Zsófia, Gleich Barbara (Tatai Krisztina a szünetben), Marsai Nikolett - Pas Alexandra, Szarvas Alexandra (Halászi Kinga a 70. percben), Jakab Kata, Dénes Dorottya - Sipos Lilla, Szlovák Krisztina összeállításban szerepeltette a csapatot, amely már az első félidőben hétgólos hátrányba került. A kapus, Majnik Vivien meg is sérült, ezért a szünetben le is kellett cserélni. A második játékrészben már jobb teljesítményt nyújtott az együttes, Sipos Lilla a 69. percben megszerezte szépítő gólunkat, így az ukránok végül 7-1-re győztek.
A vereséggel ugyan a magyar U17-es női válogatott a második helyen végzett csoportjában, de a legjobb hat csoportmásodik közé bekerülve továbbjutott az áprilisi elitkörbe, mekynek Magyarország adott otthont. 2009. elején ismét edzőváltásra került sor: Turtóczki Sándor helyét Kiss László vette át. A magyar válogatottal az 1982-es vb-t megjárt szakember számára nem volt könnyű feladat a csapat felkészítése, melynek Svájccal, Oroszországgal és Németországgal kellett felvennie a versenyt. A márciusi felkészülési időszakban hatgólos vereséget szenvedtek Ausztria válogatottjától (1-7), melyet javítottak Szlovénia ellen (7-0). Április közepén került sor az Eb selejtező-elitkörre Bükön és Sopronban.
2009. április 9., Magyarország - Svájc 0-1 (0-0)
Csütörtök délután kezdődtek a magyar rendezésű női U17-es Európa-bajnoki selejtező elitkörének küzdelmei. A magyar válogatott első meccsét Bükön játszotta, Svájc ellen, és 0-0-s félidőt követően 1-0-ra kikapott. Kiss László szövetségi edző a Horváth Eszter - Tóth Barbara, Tell Zsófia, Gleich Barbara, Marsai Nikolett - Vidács Krisztina, Szabó Boglárka (Csík Eliza a 60. percben), Jakab Kata (Halászi Kinga a 69. percben) - Pas Alexandra (Szarvas Alexandra a 49. percben), Szlovák Krisztina, Sipos Lilla összeállításban küldte pályára a válogatottat. A meccs nagyjából kiegyenlített küzdelmet hozott, a mieink nem játszottak alárendelt szerepet, de az egyetlen gólt a kissé célratörőbben futballozó helvétek szerezték Cora Canetta révén az 59. percben.
2009. április 11., Magyarország - Németország 0-6 (0-0)
Szombaton játszotta második mérkőzését a csapat Sopronban, a jóval esélyesebb Németország ellen, amely igazolva a papírformát, győzött is - bár a reálisnál nagyobb, hatgólos különbséggel. Az U17-es válogatott a Horváth Eszter - Pas Alexandra, Tell Zsófia, Jakab Kata, Marsai Nikoletta - Vidács Krisztina - Csík Eliza (Hegyi Szilvia a szünetben), Szarvas Alexandra (Halászi Kinga a 65. percben), Szabó Boglárka, Sipos Lilla (Jakus Mercédesz a 73. percben) - Szlovák Krisztina összeállításban szerepelt a meccsen. A találkozó elejétől a németek akarata érvényesült, s ez az eredményben is megmutatkozott: a 11. percben Rolser, a 16. percben Doppler, a 20. percben Mester, a 23. percben Vepperlin, a 26. percben pedig Malinowski talált a kapunkba. A magyaroknak voltak ígéretes kontráik mindkét félidőben, de csak helyzetekig jutottak, gólig nem. A németek azonban szereztek még egy gólt, a 72. percben Malinowski állította be a 6-0-s végeredményt.
2009. április 14., Magyarország - Oroszország 2-3 (1-2)
Kedden a Magyarország - Oroszország és a Németország - Svájc meccsel zárultak a magyar rendezésű női U17-es Eb-selejtezőkörének küzdelmei. A magyar csapat Sopronban 2-1-es félidő után nagy csatában 3-2-es vereséget szenvedett, s így a negyedik helyen zárták a tornát. Kiss László a Majnik Vivien - Pas Alexandra, Tell Zsófia, Jakab Kata, Pinczi Anita (Marsai Nikolett a 71. percben) - Halászi Kinga (Vidács Krisztina az 56. percben) - Hegyi Szilvia (Jakus Mercédesz a 66. percben), Szabó Boglárka, Szarvas Alexandra, Sipos Lilla - Szlovák Krisztina összeállításban küldte pályára válogatottunkat. A magyar csapat nagyszerű találattal szerezte meg a vezetést, a 11. percben a Sipos Lilla 10 méterről lőtt kapufás gólt. Azonban nem örülhettek sokáig: a 14. percben Frolova, majd a 16. percben Pozdejeva is a magyar kapuba helyezett - mindkét gólt védelmi hiba előzte meg. A szünet után magyar rohamok következtek, s a 61. percben Szavas Alexandra remek átadása után ismét Sipos Lilla talált a hálóba, 2-2-re alakítva az eredményt. Az oroszok azonban nem adták fel, s a 67. percben Szoboleva beállította a 3-2-es végeredményt.

## Nemzetközi eredmények

### U17-es női labdarúgó-Európa-bajnokság
A magyar csapat története a korosztályos női Európa-bajnokságon:
| Év       | Helyszín | Kör           | Helyezés | M | Gy | D | V | Rg | Kg | Gk | P |
| -------- | -------- | ------------- | -------- | - | -- | - | - | -- | -- | -- | - |
| 2008     | Svájc    | Nem jutott ki | –        | – | –  | – | – | –  | –  | –  | – |
| 2009     | Svájc    | Nem jutott ki | –        | – | –  | – | – | –  | –  | –  | – |
| 2010     | Svájc    | Nem jutott ki | –        | – | –  | – | – | –  | –  | –  | – |
| 2011     | Svájc    | Nem jutott ki | –        | – | –  | – | – | –  | –  | –  | – |
| 2012     | Svájc    | Nem jutott ki | –        | – | –  | – | – | –  | –  | –  | – |
| 2013     | Svájc    | Nem jutott ki | –        | – | –  | – | – | –  | –  | –  | – |
| 2014     | Anglia   | Nem jutott ki | –        | – | –  | – | – | –  | –  | –  | – |
| 2015     | Izland   | –             | –        | – | –  | – | – | –  | –  | –  | – |
| Összesen |          |               |          | – | –  | – | – | –  | –  | –  | – |

### U17-es női labdarúgó-világbajnokság
A magyar csapat története a korosztályos világbajnokságon:
| Év       | Helyszín           | Kör           | Helyezés | M | Gy | D | V | Rg | Kg | Gk | P |
| -------- | ------------------ | ------------- | -------- | - | -- | - | - | -- | -- | -- | - |
| 2008     | Új-Zéland          | Nem jutott ki | –        | – | –  | – | – | –  | –  | –  | – |
| 2010     | Trinidad és Tobago | Nem jutott ki | –        | – | –  | – | – | –  | –  | –  | – |
| 2012     | Azerbajdzsán       | Nem jutott ki | –        | – | –  | – | – | –  | –  | –  | – |
| 2014     | Costa Rica         | Nem jutott ki | –        | – | –  | – | – | –  | –  | –  | – |
| 2016     | Jordánia           | -             | –        | – | –  | – | – | –  | –  | –  | – |
| Összesen |                    |               |          | – | –  | – | – | –  | –  | –  | – |

## 2015-ös U17-es labdarúgó-Európa-bajnokság selejtezőire kinevezett keret
A következő 18 játékost nevezték a 2015-ös U17-es női labdarúgó-Európa-bajnokság első selejtezőkörébe:
|  | K  | Barti Luca         | 1999.szeptember 17. | 0 | 0 | Kóka KSK                 |  |  |
|  | K  | Varga Luca         | 1999.február 28.    | 3 | 0 | Astra Hungary FC         |  |  |
|  |    |                    |                     |   |   |                          |  |  |
|  | V  | Csányi Diána       | 1998.március 20.    | 2 | 0 | MTK Hungária FC          |  |  |
|  | V  | Csiki Anna         | 1999.november 14.   | 1 | 0 | Ferencvárosi TC          |  |  |
|  | V  | Kun Barbara        | 1998.március 17.    | 0 | 0 | Viktória-Trend Optika FC |  |  |
|  | V  | Németh Hanna       | 1998.szeptember 17. | 3 | 0 | Kóka KSK                 |  |  |
|  | V  | Pilán Tímea        | 1999.április 30.    | 3 | 0 | Gyulai Amazonok          |  |  |
|  | V  | Rozmis Gabriella   | 1998.január 11.     | 3 | 0 | Kóka KSK                 |  |  |
|  | V  | Zágonyi Barbara    | 1999.február 21.    | 2 | 0 | Kóka KSK                 |  |  |
|  |    |                    |                     |   |   |                          |  |  |
|  | KP | Gruber Brigitta    | 1998.április 12.    | 3 | 0 | Kóka KSK                 |  |  |
|  | KP | Krascsenics Csilla | 1998.április 6.     | 3 | 1 | Kóka KSK                 |  |  |
|  | KP | Magyarics Zoé      | 1998.június 5.      | 3 | 2 | Viktória-Trend Optika FC |  |  |
|  | KP | Szakonyi Emese     | 1998.január 21.     | 3 | 0 | Viktória-Trend Optika FC |  |  |
|  | KP | Török Kitti        | 1998.szeptember 10. | 3 | 0 | 1. FC Femina             |  |  |
|  | KP | Vancsik Viktória   | 1998.augusztus 15.  | 3 | 0 | Kóka KSK                 |  |  |
|  | KP | Zoltán Bettina     | 1998.február 21.    | 1 | 0 | Kóka KSK                 |  |  |
|  |    |                    |                     |   |   |                          |  |  |
|  | CS | Kocsán Petra       | 1998.június 4.      | 3 | 2 | Kóka KSK                 |  |  |
|  | CS | Krascsenics Petra  | 1998.április 6.     | 3 | 0 | Ferencvárosi TC          |  |  |

Legutoljára frissítve: 2015. január 5.
Források:

## A válogatott stábja
| Beosztás        | Név               |
| --------------- | ----------------- |
| Szövetségi edző | Lévay Andrea      |
| Edző            | Deli Anikó        |
| Kapusedző       | Kövesfalvi István |
| Csapatmenedzser | Solymos Krisztina |
| Csapatorvosok   | Kékes-Szabó Judit |
| Masszőr         | Szórádi Nikolett  |